# Jean-Louis Martinelli
Pour les articles homonymes, voir Martinelli.
Jean-Louis Martinelli est un metteur en scène de théâtre né à Rodez le 3 septembre 1951.

## Biographie
Il découvre sa vocation pour le théâtre en 1972 lors d'une représentation de Massacre à Paris, mise en scène par Patrice Chéreau au théâtre national populaire de Villeurbanne.
Il suit des études d'ingénieur à l'ECAM avant de fonder, en 1977, sa compagnie, le Théâtre du Réfectoire à Lyon. 
En 1987, il prend la direction du Théâtre de l'Ouest lyonnais qui devient le Théâtre du Point du Jour.
De 1993 à 2000, il dirige le Théâtre national de Strasbourg, et à partir de 2002, le Théâtre des Amandiers à Nanterre jusqu'en décembre 2013 en dépit du soutien du maire de Nanterre (app. PCF) défendant sa reconduction.
Entre 2017 et 2019, il prend la direction artistique du théâtre Déjazet,.
Il s'occupe désormais de sa propre compagnie : Allées/Retours.

## Décorations
- Chevalier de la Légion d'honneur
- Officier de l'ordre des Arts et des Lettres (1994)[9]

## Metteur en scène
- 1975 : Skandalon de René Kalisky, École Catholique des arts et métiers de Lyon
- 1977 : La Nuit italienne d'Ödön von Horváth, MJC de Saint-Fons
- 1978 : Lenz de Georg Büchner, MJC de Saint-Fons, Forum des Compagnies TNP Villeurbanne
- 1979 : Lorenzaccio d'Alfred de Musset, Théâtre des Célestins, Opéra de Lyon
- 1980 : Le Cuisinier de Warburton d'Annie Zadek, Théâtre des Célestins, TNP Villeurbanne, Théâtre de la Bastille
- 1981 : Barbares amours d'après Electre de Sophocle et des textes de Pier Paolo Pasolini, TNP Villeurbanne
- 1982 : Pier Paolo Pasolini d'après l'œuvre de Pier Paolo Pasolini, Maison de la Culture du Havre, Théâtre du Point du Jour, Biennale de Venise
- 1983 : L'Opéra de quat'sous de Bertolt Brecht et Kurt Weil, Maison de la Culture du Havre, Théâtre national de Strasbourg, Maison de la Culture de Bourges
- 1984 : Conversation chez les Stein sur Monsieur de Goethe absent de Peter Hacks, Théâtre du Point du Jour, Théâtre de la Bastille, Centre d'Action Culturelle de Dieppe
- 1985 : Corps perdus d'Enzo Cormann, Maison de la Culture du Havre, Centre Dramatique National de Lyon
- 1986 : L'Esprit des bois d'Anton Tchekhov, Comédie de Genève, Théâtre de Sartrouville
- 1987 : Je t'embrasse pour la vie d'après Lettres à des soldats morts, Théâtre de l'Athénée-Louis-Jouvet, Théâtre de Lyon, Théâtre national de Strasbourg, Festival de Martigues

### Théâtre de Lyon
- 1988 : Quartett d'Heiner Müller, Théâtre de Lyon, CDN Toulouse, Théâtre des Treize Vents, Caen, Festival Karlsruhe, Théâtre de l'Athénée-Louis-Jouvet
- 1989 : Le Prince travesti de Marivaux, Théâtre de Lyon, Théâtre 71 Malakoff, Théâtre de Cherbourg
- 1990 : Francis de Gérard Guillaumat, Lyon, Annecy, Genève, Institut français de Londres, Sceaux, Théâtre national de Strasbourg, Atelier du Rhin, Théâtre de l'Athénée-Louis-Jouvet
- 1990 : La Maman et la putain de Jean Eustache, Théâtre Daniel Sorano Toulouse, Théâtre de Lyon, Chambéry, MC93 Bobigny, Caen, Cherbourg, Lausanne
- 1990 : Conversation chez les Stein sur Monsieur de Goethe absent de Peter Hacks, Théâtre de Lyon, CDN Reims, Théâtre de Montélimar, Théâtre Varia Bruxelles, TEP
- 1991 : Sale Histoire de Jean Eustache d'après Jean-Noël Picq, Festival d’Avignon, Théâtre Ouvert, Théâtre de Lyon, MC93 Bobigny
- 1991 : La Musica deuxième de Marguerite Duras, Théâtre de Lyon
- 1992 : L'Église de Louis-Ferdinand Céline, Théâtre de Lyon, Théâtre Nanterre-Amandiers, CDN Lyon, Théâtre du Huitième, Chambéry
- 1992 : Impressions-Pasolini d'après Pier Paolo Pasolini (Variations Calderόn) de Gérard Wajcman, Festival d’Avignon, Théâtre de Lyon, Limoges, Marseille, Théâtre de la Cité internationale, Théâtre national de Strasbourg
- 1992 : Le Jugement dernier de Bernard-Henri Lévy
- 1993 : Les Marchands de gloire de Marcel Pagnol, Festival d’Avignon, MC93 Bobigny, Théâtre de Lyon, Marseille, Toulouse, Genève, Brest, Théâtre national de Strasbourg
- 1993 : Sphére de la mémoire de Jacques Roubaud, Théâtre de Lyon

### Théâtre national de Strasbourg
- 1995 : Roberto Zucco de Bernard-Marie Koltès, Théâtre national de Strasbourg, Comédie de Genève, Théâtre Nanterre-Amandiers
- 1995 : Voyage à l'intérieur de la tristesse d'après Rainer Werner Fassbinder, Festival d’Avignon, Théâtre national de Strasbourg
- 1995 : L'Année des treize lunes de Rainer Werner Fassbinder, Festival d’Avignon, Théâtre national de Strasbourg, Grande halle de La Villette
- 1997 : Andromaque de Racine, Théâtre national de Strasbourg, Villeneuve d’Ascq
- 1997 : Germania 3 d'Heiner Müller, Théâtre national de Strasbourg, Théâtre du Nord, Dramaten Stockholm, Théâtre national de la Colline en 1998
- 1997 : Emmanuel Kant Comédie d'après Thomas Bernhard
- 1997 : Des histoires vraies et autres histoires de Sophie Calle, lecture France Culture, (direction artistique avec Lucien Attoun), Festival d’Avignon
- 1997 : Le Journal d'Alix Cléo Roubaud, lecture France Culture, (direction artistique avec Lucien Attoun), Festival d’Avignon
- 1998 : Œdipe le Tyran de Sophocle, version de Friedrich Hölderlin, traduction Philippe Lacoue-Labarthe, Festival d’Avignon, Théâtre national de Strasbourg, Les Gémeaux
- 1999 : Le deuil sied à Électre d'Eugene O'Neill, Théâtre du Rond-Point
- 2000 : Phèdre de Yannis Ritsos, Théâtre national de Strasbourg
- 2000 : Catégorie 3:1 de Lars Norén, Théâtre national de Strasbourg, Théâtre Nanterre-Amandiers en 2002[10].

### Théâtre Nanterre-Amandiers
- 2001 : Personkrets de Lars Norén
- 2002 : Platonov d'Anton Tchekhov
- 2002 : Jenufa de Leoš Janáček, Opéra de Nancy
- 2002 : Voyage en Afrique, « Mitterrand et Sankara » de Jacques Jouet
- 2003 : Andromaque de Racine
- 2003 : Médée de Max Rouquette, tournée en Afrique
- 2004 : Une virée d’Aziz Chouaki
- 2004 : Les Sacrifiées de Laurent Gaudé
- 2005 : Schweyk dans la Deuxième Guerre mondiale de Bertolt Brecht et Hanns Eisler
- 2005 : Così de Mozart, deux propositions théâtrales de l'acte II, mise en scène avec Jean-Yves Ruf, avec les jeunes chanteurs de l’Atelier Lyrique de l’Opéra de Paris
- 2005 : En Tripp i Alger d’Aziz Chouaki, Stockholm et tournée en Suède
- 2006 : La République de Mek-Ouyes de Jacques Jouet
- 2006 : Bérénice de Racine
- 2007 : Kliniken de Lars Norén
- 2007 : Zanetto de Pietro Mascagni et Paillasse de Ruggero Leoncavallo, Opéra de Nancy
- 2008 : Mitterrand et Sankara de Jacques Jouet
- 2008 : Détails de Lars Norén
- 2008 : Médée de Max Rouquette, nouvelle création pour le Napoli Teatro festival Italia
- 2009 : Les Coloniaux d’Aziz Chouaki
- 2009 : Les Fiancés de Loches de Georges Feydeau
- 2009 : Médée de Max Rouquette
- 2010 : Maison de poupée d'Henrik Ibsen[11].
- 2011 : Ithaque de Botho Strauss
- 2011 : J'aurais voulu être égyptien d'après Chicago d'Alaa al-Aswani[12].
- 2012 : Britannicus de Jean Racine[13].
- 2013 : Calme de Lars Norén[14].
- 2013 : Une nuit à la présidence de Jean-Louis Martinelli, création au Napoli Teatro festival Italia
- 2013 : Phèdre de Jean Racine[15],[16].

### Théâtre Déjazet
- 2015 : L'Avare de Molière[17].

### Divers
- 2020 : Ils n’avaient pas prévu qu’on allait gagner de Christine Citti, Théâtre des Halles[18].
- 2022 : Dans la fumée des joints de ma mère de Christine Citti, Théâtre Gérard-Philipe[19].
- 2023 : L'Amour médecin de Molière, Théâtre du Jeu de Paume[20].